# Eli Izhakoff
Eli Izhakoff tem sido um dos maiores líderes da indústria de diamantes e joias, preenchendo uma variedade de posições públicas desde 1979.

## Início da Carreira
Membro de uma família pioneira na indústria de diamantes nos Estados Unidos e Israel, sendo sócio na empresa J. Izhakoff & Sons, um fabricante de diamantes e firma importadora e exportadora com escritórios em Nova York na 5a Avenida.
Em 1979, ele primeiramente integrou a cadeira de diretores do prestigiado Diamond Dealers Club em Nova York, maior bolsa de diamantes do Estados Unidos, e durante os anos seguintes esteve em posições estratégicas e de liderança, incluindo Chairman e Secretário.
Ele foi eleito para servir como tesoureiro geral da Federação Mundial de Bolsas de Diamante, um corpo global que une as bolsas de diamantes ao redor do mundo em 1986, e foi indicado como membro do Comitê Executivo do mesmo.
Em janeiro de 1990, foi eleito presidente do Diamond Dealers Club e imediatamente formou um Comitê do Governo para Indústria de Diamantes, espécie de uma organização das quatro associações de comerciantes de diamantes em Nova York, além de ter criado se tornou Chairman do Comitê.

## Federação Mundial de Bolsa de Diamantes (WFDB)
No Congresso Mundial de Diamantes, que ocorreu em maio de 1991 em Londres, Inglaterra, Sr Izhakoff foi eleito presidente de maneira unânime da Federação Mundial de Bolsas de Diamantes (WFDB, em inglês). Novamente é reeleito de maneira unânime para um segundo do mandato no Congresso seguinte realizado na Antuérpia, Bélgica, em junho de 1993.  No Congresso Mundial de Diamantes realizado em Tel Aviv, Israel, em maio de 1996, ele foi pela terceira vez reeleito de forma unânime para um terceiro mandato como Presidente da Federação Mundial de Bolsa de Diamantes.
Durante seu mandato como Presidente ele foi fundamental na expansão da Federação e paralelo a isso ajudou no estabelecimento de uma nova bolsa de diamantes na Tailândia, nos Emirados Árabes Unidos, China, Rússia e Índia.
Ao completar seu terceiro mandato como Presidente no Congresso Mundial de Diamantes realizado em Bangkok, Tailândia, em junho de 1998, ele foi eleito de maneira unânime Presidente Honorário da Federação Mundial de Bolsa de Diamantes (WFDB, em inglês).

## Conselho Mundial de Diamantes
Atento ao grave conflito de diamantes na África no final dos anos 90, Sr Izhakoff foi chamado por líderes da indústria para liderar uma nova organização que coordenaria para o fim do comércio de diamantes brutos que financiavam guerra civis. Chamado de Conselho Mundial de Diamantes (WDC, em inglês), foi estabelecido durante o Congresso Mundial de Diamantes na Antuérpia, Bélgica, em julho de 2000, e foi eleito de maneira unânime Presidente Fundador.
Nos três anos seguintes, Sr Izhakoff trabalhou junto com representantes do governo ao redor do  mundo e representantes da sociedade civil para criar um sistema internacional para regularizar o fluxo de diamantes brutos e sua distribuição com o objetivo de eliminar a presença de mercadorias vindas de áreas de conflitos. O Certificado do Processo de Kimberley, no qual ele é considerado o arquiteto,  foi aceito e implementado em 2003 e endossado pelo Conselho de Segurança das Nações Unidas. Esse Certificado é reconhecido por ter reduzido o número de conflitos em área produtoras de diamantes em mais de 4 por cento do total até menos de 1 por cento.
Em Novembro de 2006 , Sr Izhakoff , resumiu AIS ministros no encontro do G8 em Moscou sobre o Processo Kimberley e o sucesso desse modelo ao enfrentar com o terrorismo global e seus desafios.
Em julho de 2010, durante a sétima reunião anual do Conselho Mundial de Diamantes realizado em São Petersburgo, Rússia uma delicada conquista foi alcançada quando o Processo de Kimberley conseguiu chegar a um consenso sobre um acordo que permitisse a renovação das exportações de diamantes brutos dos campos de diamantes de Marange, Zimbábue, resolvendo uma crise que ameaçava paralisar o comércio de diamantes em bruto. O Sr. Izhakoff tinha convidado mais cedo o processo de Kimberley para realizar uma miniencontro em São Petersburgo  durante o Conselho Mundial de Diamantes, em uma tentativa extra para chegar a um acordo sobre Marange. Como resultado, uma delegação sênior do governo do Zimbábue, incluindo o ministro de Mineração Obert Moses Mpofu e a  procuradora-geral do Zimbábue, Johanne Tomama, viajaram à São Petersburgo para a reunião. Assim como também fez uma delegação de alto nível do Departamento de Estado dos EUA liderada por Susan Page, Assistente do Secretário de Estado dos Estados Unidos.
Pouco antes da Reunião Anual da WDC (Conselho Mundial de Diamantes)  em São Petersburgo, o Zimbábue havia liberado da custódia Farai Maguwu, um ativista local de direitos humanos que anteriormente havia sido acusado de fornecer informações falsas prejudiciais ao estado em conexão com os campos de diamantes de Marange. Durante a reunião, o Sr. Izhakoff pediu publicamente ao procurador geral do Zimbabué para abandonar as acusações ainda pendentes contra o Sr. Maguwu, e isso eventualmente aconteceu em outubro. No livro que ele mais tarde contribuiu sobre o período, o Sr. Maguwu deu os devidos créditos ao Sr. Izhakoff por ajudar a obter a sua libertação da custódia e convencer as autoridades do Zimbabué a abandonar as acusações contra ele.
Quando ele deixou a Presidência do Conselho Mundial de Diamantes em 2013, ele foi eleito Presidente Honorário da Organização.

## Panamá
Em 2014, Sr Izhakoff foi convidado para dar assistência para o desenvolvimento do  major projeto da República do Panamá com o objetivo de estabelecer o primeiro centro dedicado à diamante, gemas coloridas e joias da América Latina. Chamado World Jewelry Hub, é também a sede da primeira e reconhecida Bolsa de Diamantes na América Latina, a Bolsa de Diamantes do Panamá.

## Reconhecimento e Prêmios
Como um instrumento importante na estabilização da Bolsa de Diamantes de Dubai em 2004,  ele é membro de cadeiras diretoras em várias outras organizações, e também possui títulos Honorários como do Comitê da Indústria de Diamantes, Nova York, EUA ; Presidente Honorário do Diamond Dealers Club, Nova York, EUA ; Presidente Honorário da Bolsa de Diamantes e Pedras Preciosas de Bangkok, Tailândia.
No Congresso CIBJO em Vancouver, Canadá, em 2006, Sr Izhakoff foi nomeado Presidente Honorário da CIBJO, a Federação Mundial de Joalheiros.
Entre muitos prêmios e condecorações, ele já recebeu como Oficial da Ordem de Leopoldo do Rei da Bélgica, Responsabilidade Social Corporativa pela Rapaport, Prêmio Dignitário da Indústria de Diamantes de Israel, Prêmio da Indústria de Diamantes de Nova York, Comerciante de Diamante do Ano pela Federação Mundial de Bolsas de Diamantes (WFDB), Medalha de Honra do Instituto de Diamante de Israel, Prêmio Especial da Bolsa de Diamantes de Israel, Prêmio Internacional Andrea Palladio por Responsabilidade Social e Corporativa, honras especiais do Presidente de Sakha, do governo da Tailândia, do governo da África do Sul e também do Multi Centro de Commodities  de Dubai.